# 伊萨克·波梅兰丘克
伊萨克·雅科夫列维奇·波梅兰丘克（俄语：Исаа́к Я́ковлевич Померанчу́к，1913年5月20日—1966年12月14日），出生于俄罗斯帝国华沙，前苏联物理学家。他是ITEP理论分院的创始人和首任主席。由于他的杰出贡献，粒子波梅子以他的名字命名以示荣誉。波梅兰丘克因他的研究于1950年、1952年两次获得斯大林国家奖。他于1953年成为苏联科学院的通信院士，1964年成为正式院士。
1966年逝世于莫斯科。

## 延伸阅读
- Berkov, A. (编). . Singapore: World Scientific. 2004. ISBN 9789812387677. (纪念).
- Gorsky, Alexander (编). . World Scientific. 2014. ISBN 978-9814616843. (纪念).